# Caminha
Caminha este un orășel cu 2 500 de locuitori (districtul: 17 069 loc.) din Portugalia situat la punctul de vărsare al fluviului Minho în Atlantic. Orașul este înfrățit cu orașul Rădăuți din România.

## Comune
- Âncora
- Arga de Baixo
- Arga de Cima
- Arga de São João
- Argela
- Azevedo
- Caminha (resp. Matriz)
- Cristelo
- Dem
- Gondar
- Lanhelas
- Moledo
- Orbacém
- Riba de Âncora
- Seixas
- Venade
- Vila Praia de Âncora
- Vilar de Mouros
- Vilarelho
- Vile

## Galerie

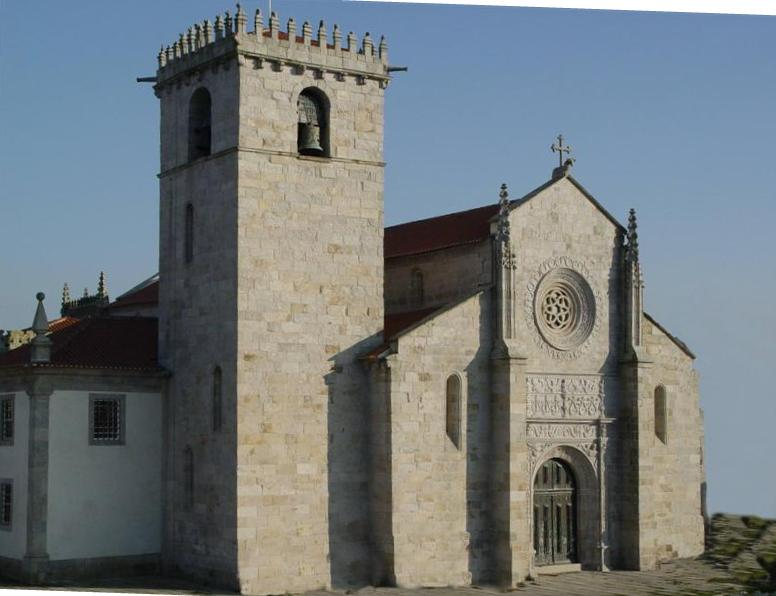
Igreja Matriz de Caminha
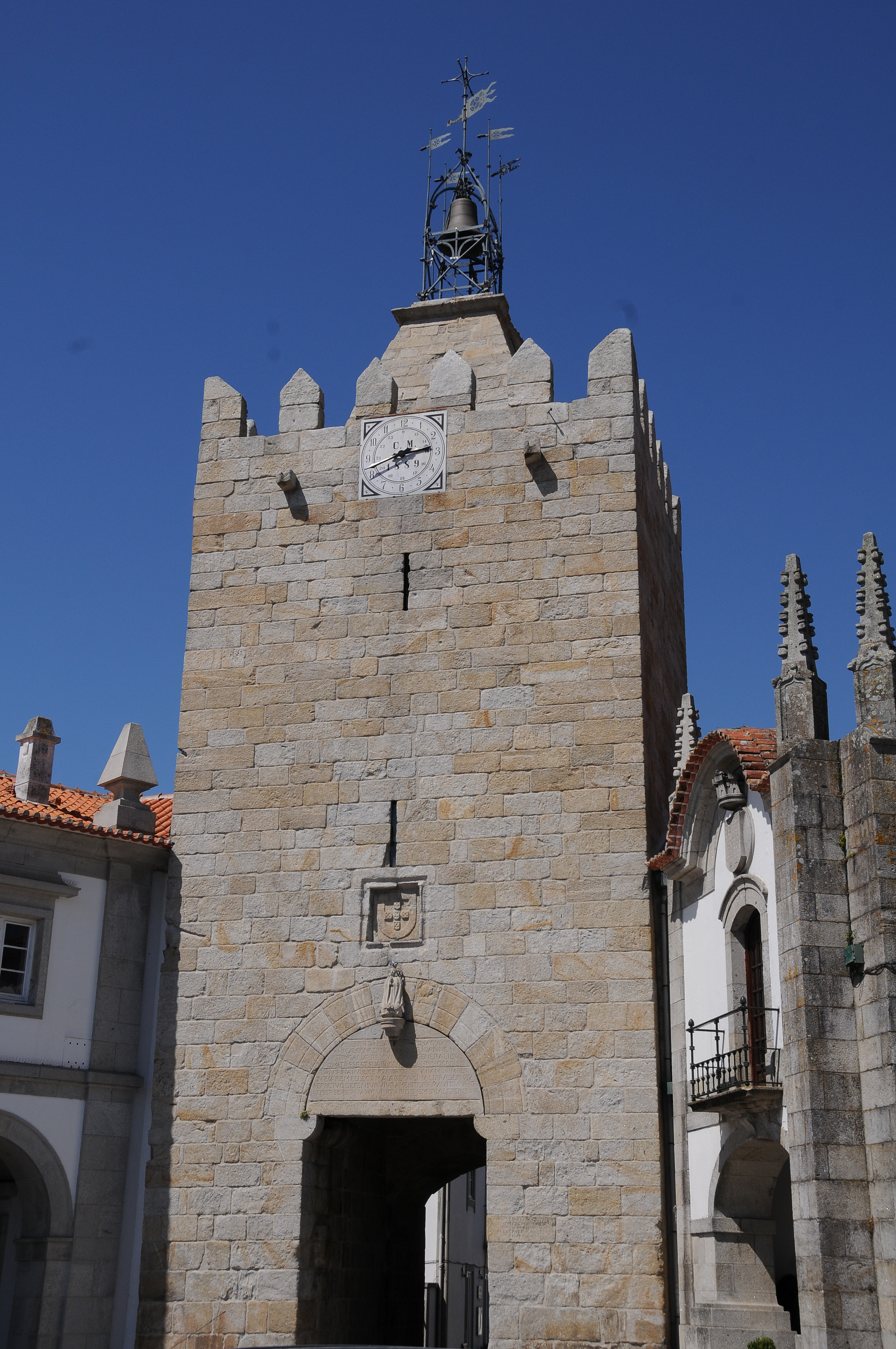
Turnul cu ceas
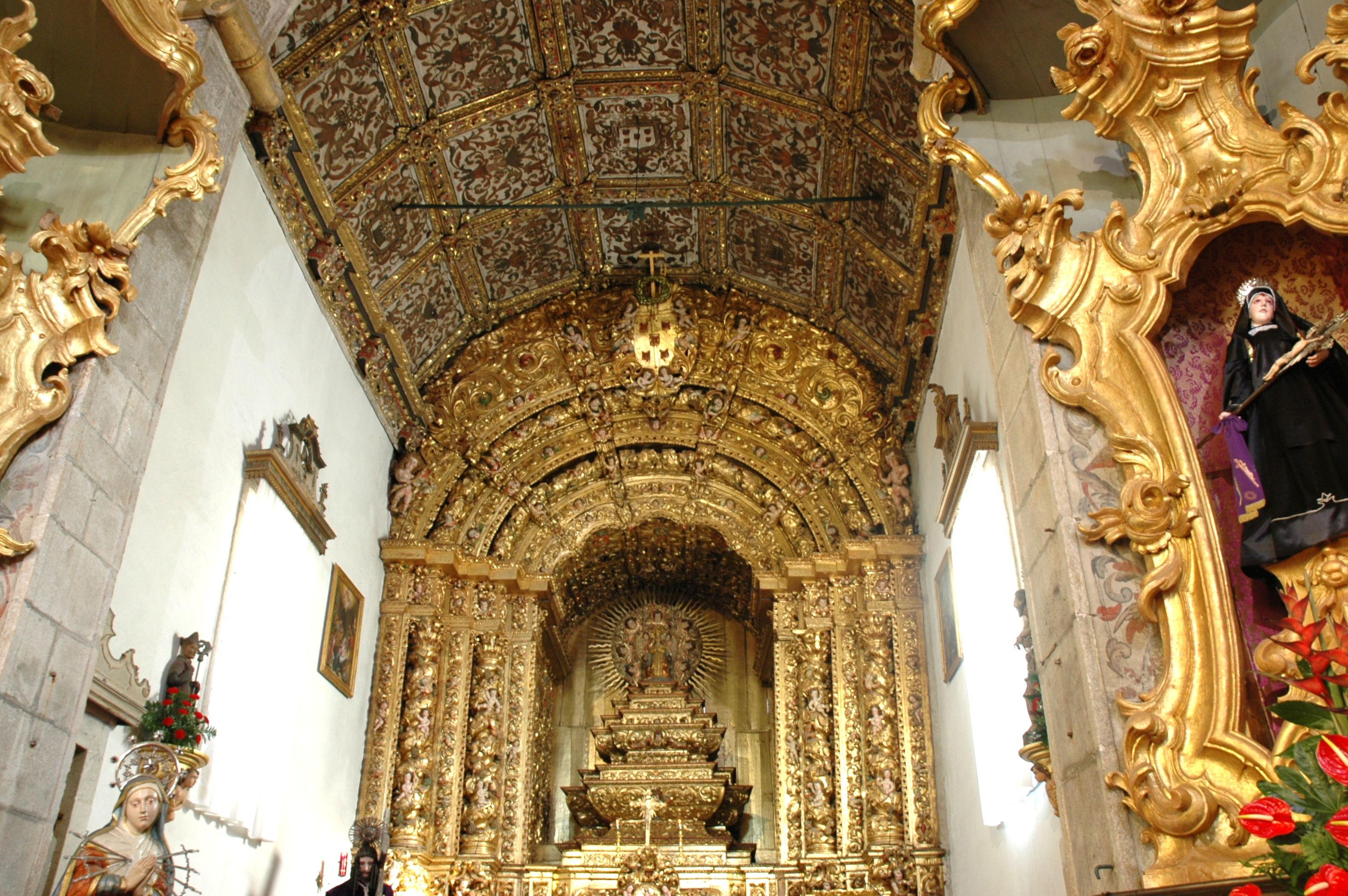
Interiorul bisericii
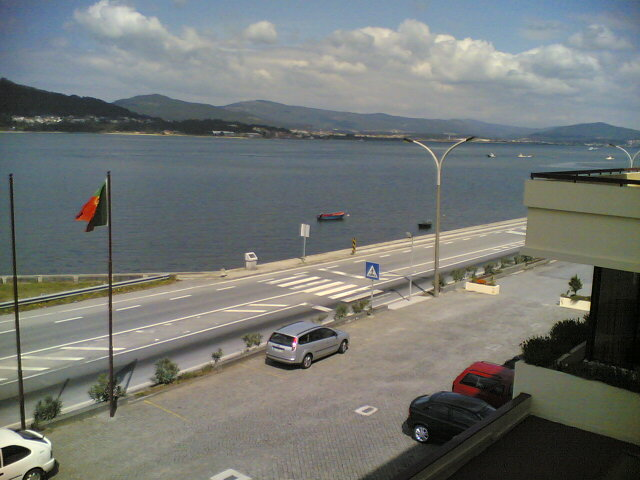
Fluviul Minho
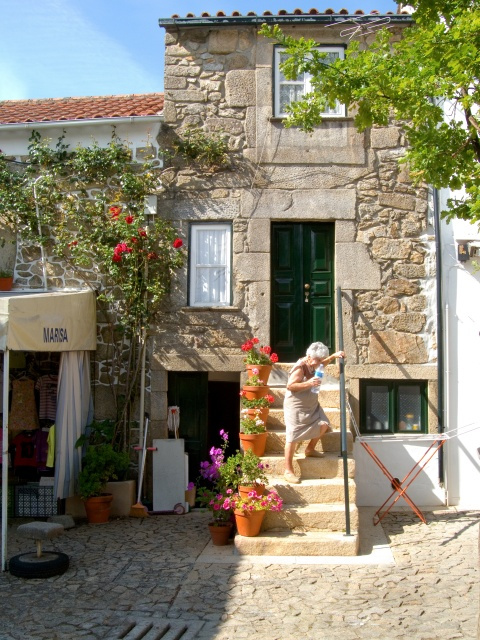
Centrul istoric
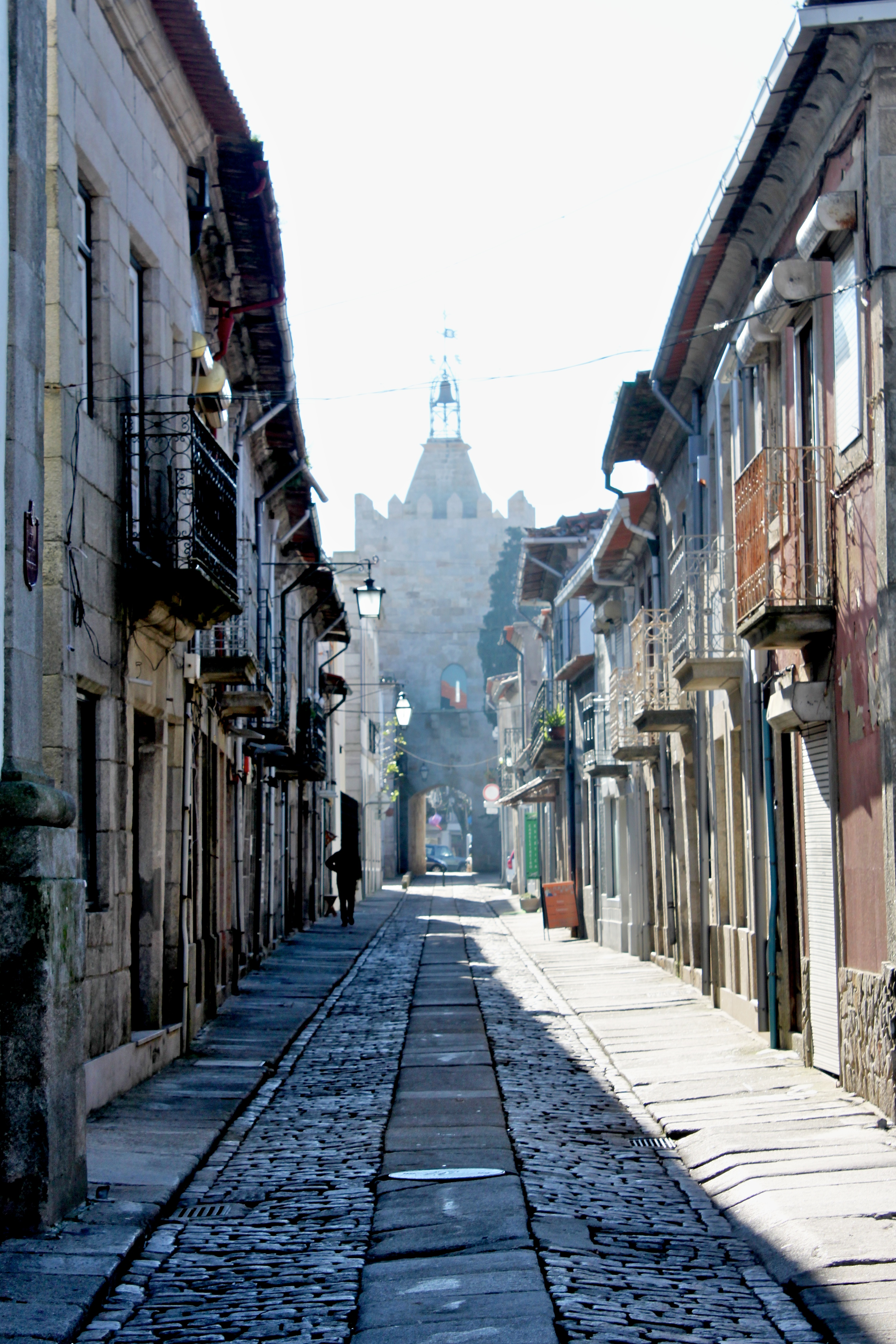
Centrul istoric
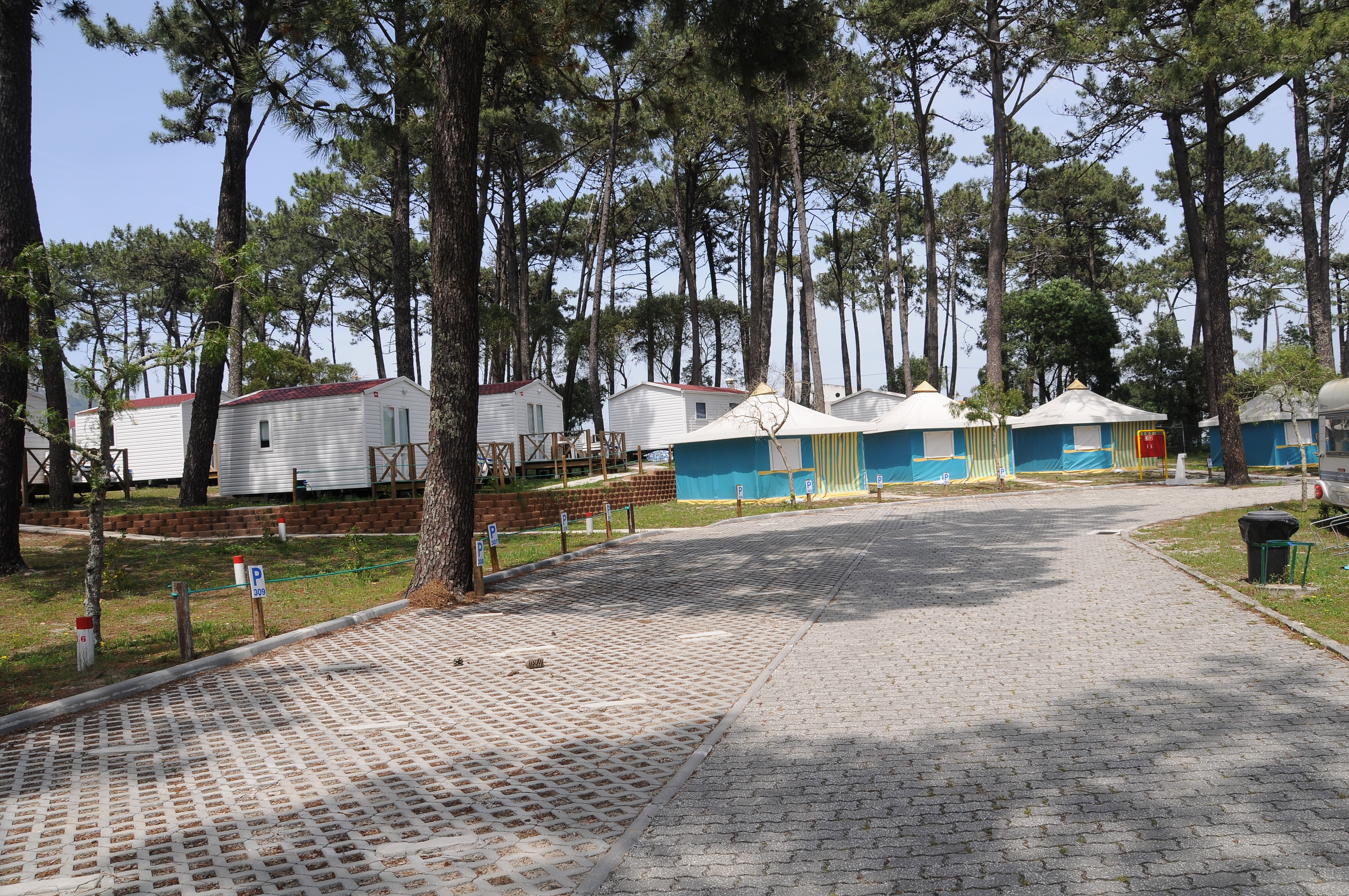
Camping Camarido
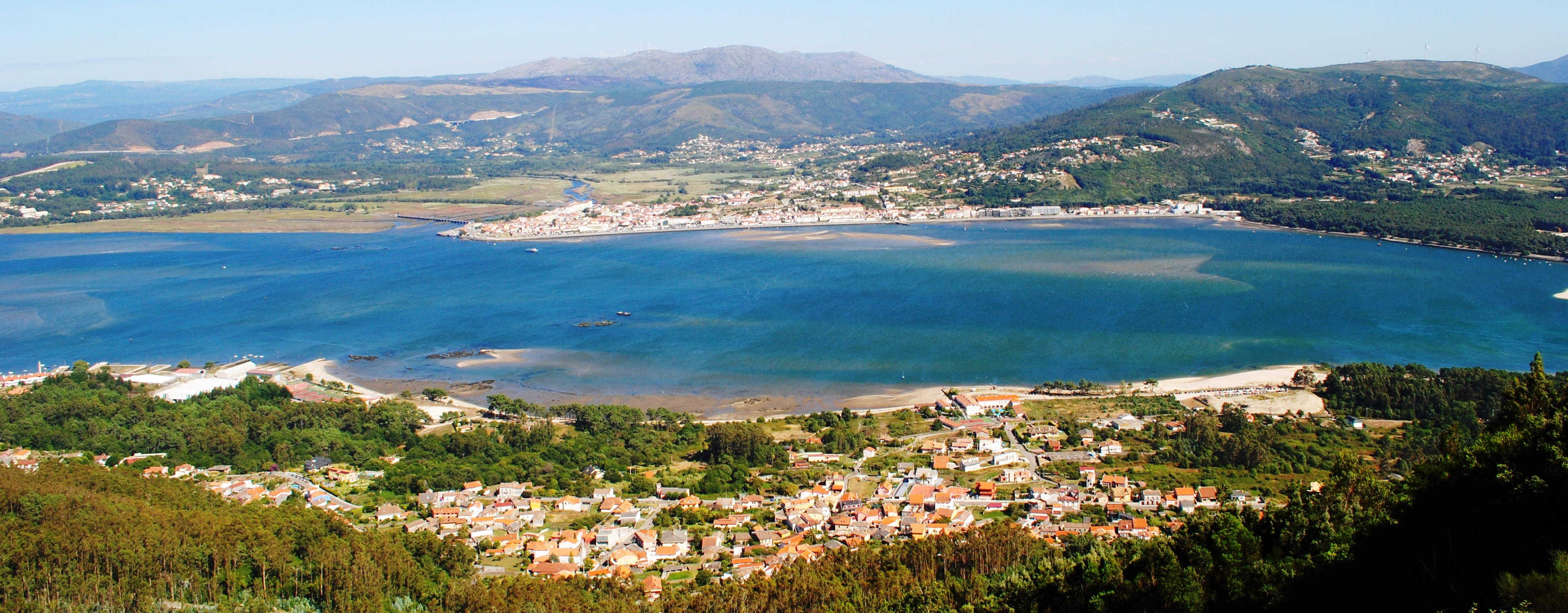
Vedere din nordul orașului